# Arrondissement Redon
Das Arrondissement Redon ist eine Verwaltungseinheit des französischen Départements Ille-et-Vilaine innerhalb der Region Bretagne. Verwaltungssitz (Unterpräfektur) ist Redon.

## Kantone
Das Arrondissement untergliedert sich in 3 Kantone:
- Bain-de-Bretagne
- Guichen
- Redon

## Gemeinden
Die Gemeinden (INSEE-Code in Klammern) des Arrondissements Redon sind:
| 1. Bain-de-Bretagne (35012)  | 2. Bains-sur-Oust (35013)            | 3. Baulon (35016)                   | 4. La Bosse-de-Bretagne (35030) |
| 5. Bourg-des-Comptes (35033) | 6. Bovel (35035)                     | 7. Bruc-sur-Aff (35045)             | 8. Les Brulais (35046)          |
| 9. Chanteloup (35054)        | 10. La Chapelle-Bouëxic (35057)      | 11. La Chapelle-de-Brain (35064)    | 12. Comblessac (35084)          |
| 13. La Couyère (35089)       | 14. Crevin (35090)                   | 15. La Dominelais (35098)           | 16. Ercé-en-Lamée (35106)       |
| 17. Goven (35123)            | 18. Grand-Fougeray (35124)           | 19. Guichen (35126)                 | 20. Guignen (35127)             |
| 21. Guipry-Messac (35176)    | 22. Lalleu (35140)                   | 23. Langon (35145)                  | 24. Lassy (35149)               |
| 25. Lieuron (35151)          | 26. Lohéac (35155)                   | 27. Loutehel (35160)                | 28. Mernel (35175)              |
| 29. La Noë-Blanche (35202)   | 30. Pancé (35212)                    | 31. Le Petit-Fougeray (35218)       | 32. Pipriac (35219)             |
| 33. Pléchâtel (35221)        | 34. Poligné (35231)                  | 35. Redon (35236)                   | 36. Renac (35237)               |
| 37. Saint-Ganton (35268)     | 38. Saint-Just (35285)               | 39. Saint-Malo-de-Phily (35289)     | 40. Saint-Séglin (35311)        |
| 41. Saint-Senoux (35312)     | 42. Saint-Sulpice-des-Landes (35316) | 43. Sainte-Anne-sur-Vilaine (35249) | 44. Sainte-Marie (35294)        |
| 45. Saulnières (35321)       | 46. Le Sel-de-Bretagne (35322)       | 47. Sixt-sur-Aff (35328)            | 48. Teillay (35332)             |
| 49. Tresbœuf (35343)         | 50. Val d’Anast (35168)              |                                     |                                 |

## Neuordnung der Arrondissements 2017

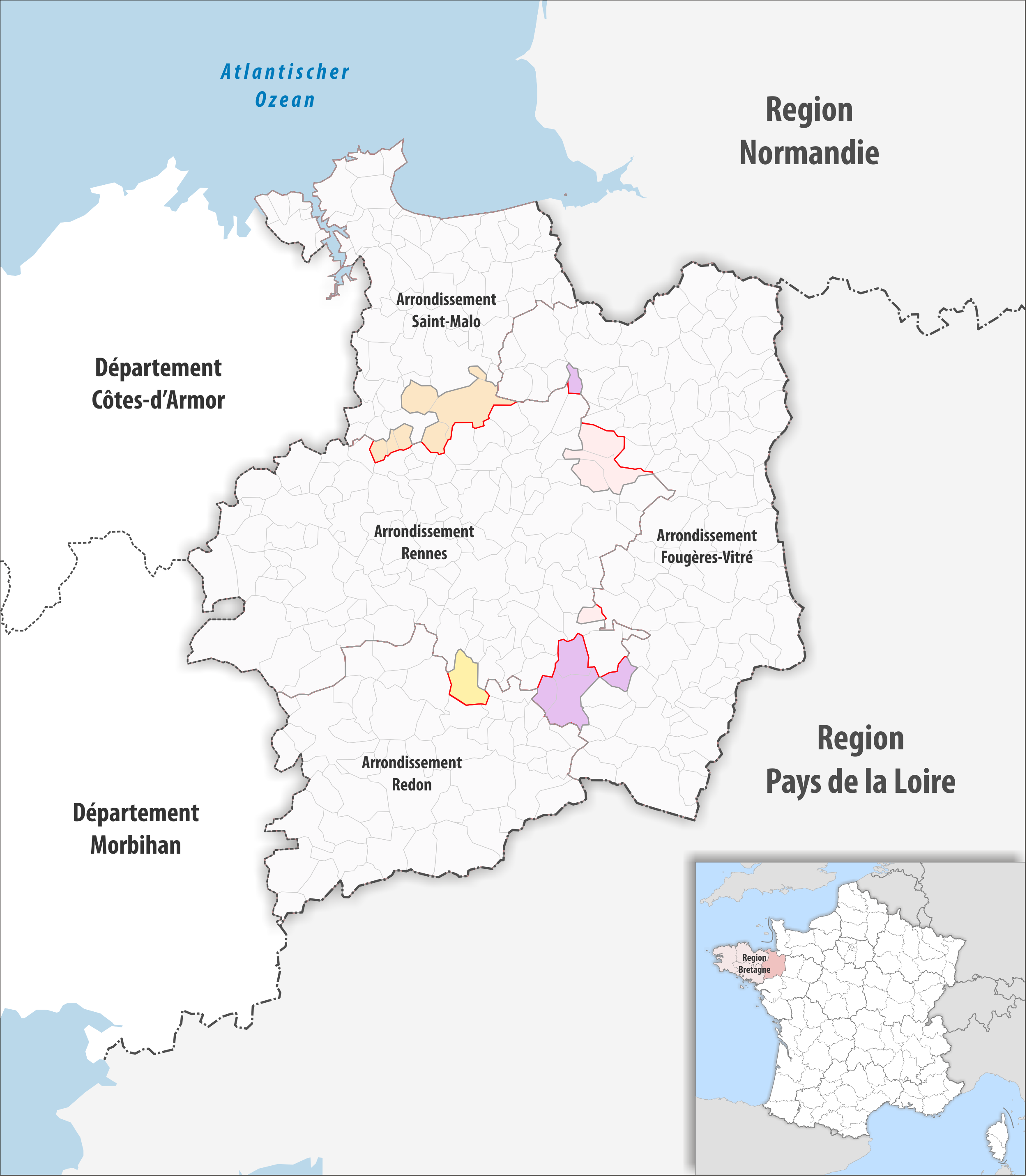
Arrondissementsanpassungen im Jahr 2017

Durch die Neuordnung der Arrondissements im Jahr 2017 wurde die Gemeinde Laillé vom Arrondissement Redon dem Arrondissement Rennes zugewiesen.

## Ehemalige Gemeinden seit der landesweiten Neuordnung der Kantone
bis 2016: Guipry, Messac
bis 2017: Campel, Maure-de-Bretagne